# Sägebarsche

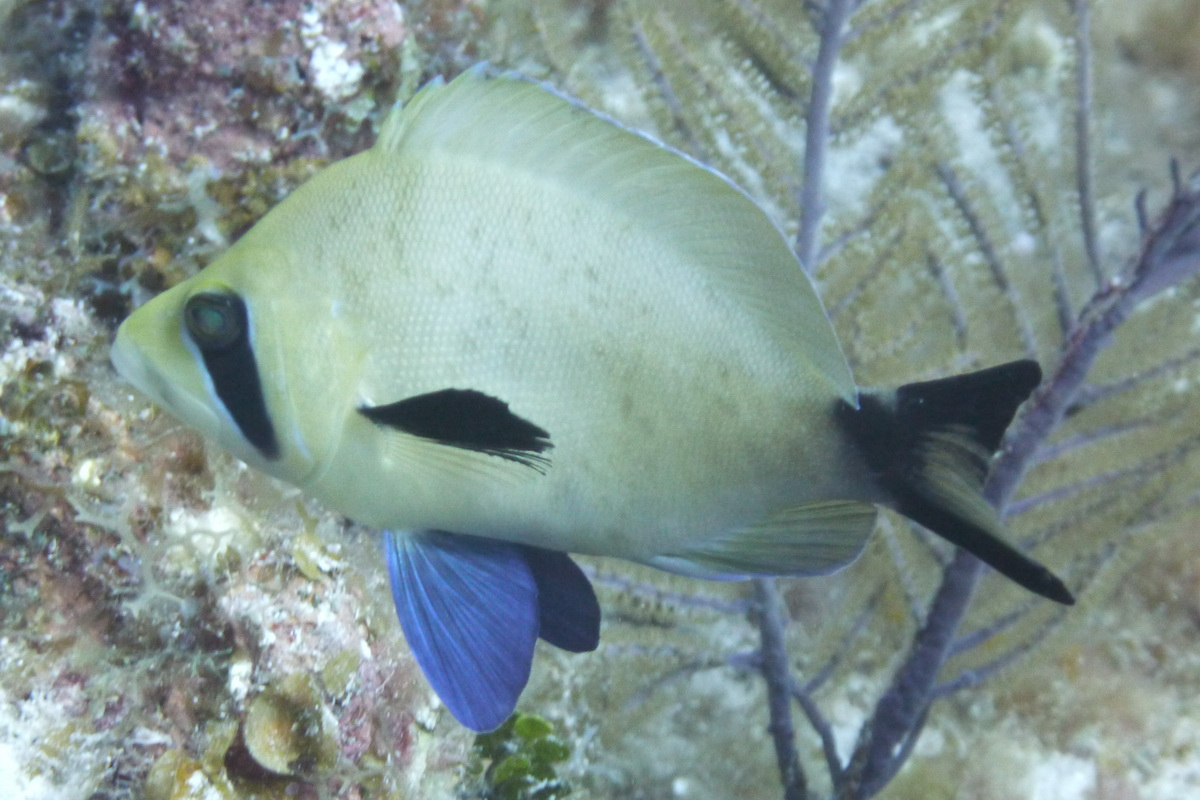
Der Hamletbarsch Hypoplectrus providencianus

Die Sägebarsche (Serranidae) sind eine Familie kleiner bis mittelgroßer Meeresfische aus der Ordnung der Barschartigen (Perciformes). Fast alle Sägebarsche leben küstennah in tropischen und subtropischen Regionen aller Ozeane. Die meisten Arten leben in flacherem Wasser oberhalb von 300 Metern, nur wenige tiefer.  Der König-Sägebarsch (Serranus atricauda), der Sägebarsch (Serranus cabrilla), der Braune Sägebarsch (Serranus hepatus) und der Schriftbarsch (Serranus scriba) leben auch im Mittelmeer.

## Merkmale
Sägebarsche sind kleine bis mittelgroße Fische. Ihre Größe reicht von 6 Zentimetern bei verschiedenen klein bleibenden Arten bis zum 66 cm langen Schwarzen Sägebarsch (Centropristis striata) der bis zu 4,3 Kilogramm schwer werden kann. Auf dem Kiemendeckel befinden sich drei Dornen, ein zentraler großer und oben und unten jeweils ein kleiner. Der Vorkiemendeckel ist fein gezähnt. Die Seitenlinie ist vollständig und reicht nicht bis auf die Schwanzflosse. Bei einigen Sägebarschen folgt sie der Rückenflossenbasis, bei einer Art fehlt sie. Die Rückenflosse ist normalerweise durchgehend, hart- und weichstrahliger Teil können durch eine Einbuchtung voneinander getrennt sein. Ihr vorderer Teil wird von sieben bis zehn Stacheln gestützt. Die Afterflosse hat drei Flossenstacheln, die Bauchflossen einen Stachel und fünf Weichstrahlen. Die Schwanzflosse ist abgerundet, spatenfömig oder sichelförmig, nur selten gegabelt. Bei vielen Fahnenbarsch-Männchen sind die Flossen lang ausgezogen. Der Unterkiefer steht bei vielen Arten vor. Es gibt normalerweise 24 Wirbel und 25 bis 28 bei den Fahnenbarschen. Die Anzahl der Branchiostegalstrahlen liegt bei sieben. Viele Arten sind bunt gefärbt, viele dienen als Speisefische.
Verglichen mit den Zackenbarschen sind die Schuppen der Sägebarsche in der Regel größer und weniger als 80 schräg stehende Schuppenreihen stehen zwischen dem Hinterrand des Kiemendeckels und der Schwanzflossenbasis (mehr als 80 bei den Zackenbarschen). Die Schuppen entlang der Seitenlinie sind auffällig, ungleich groß und ihre Anzahl (67–77) entspricht der Anzahl der Schuppenreihen auf dem Körper. Die Maxillare der Sägebarsche ist unbeschuppt (beschuppt bei den meisten Fahnenbarschen).

## Lebensweise
Die meisten Arten findet man im Bereich von Korallenriffen und an den Küsten tropischer und subtropischer Gewässer. Die eigentlichen Sägebarsche und ernähren sich von vor allem Fischen, Kopffüßern und Krebstieren, die Fahnenbarsche hauptsächlich von Zooplankton. Fast alle daraufhin untersuchte Arten sind Hermaphroditen. Die meisten zeitlich gestaffelte Hermaphroditen, die als Männchen geschlechtsreif werden und sich später in Weibchen verwandeln. Einige Arten z. B. die der Hamletbarsche (Hypoplectrus), sind simultane Hermaphroditen, d. h. haben gleichzeitig funktionierende weibliche und männliche Keimdrüsen. Eine Selbstbefruchtung findet nicht statt, da bei einem Laichvorgang nur Eier oder Spermien abgegeben werden. Simultaner Hermaphroditismus gilt als primitiver gegenüber dem zeitlich gestaffelten Hermaphroditismus. Große Sägebarsche produzieren große Mengen an Laich. Die Larven sind planktonisch und lassen sich von den Meeresströmungen zu geeigneten Lebensräumen transportieren.

## Systematik
Die Sägebarsche werden in die Ordnung der Barschartigen (Perciformes) gestellt und gehören dort in die Unterordnung Serranoidei. Nach Ausgliederung der Zackenbarsche (Epinephelidae) und der mit ihnen verwandten Unterfamilien, sowie der Fahnenbarsche (Anthiadidae) als eigenständige Familien werden seit Januar 2022 keine Unterfamilien mehr innerhalb der Sägebarsche unterschieden. Für Caesioscorpis theagenes, einer ursprünglich zu den Sägebarschen ohne Zuordnung in eine Unterfamilie gestellten Barschart, wurde Anfang März 2020 eine eigenständige, monotypisch Familie eingeführt, die Caesioscorpididae. Hemilutjanus macrophthalmos, ebenfalls früher zu den Sägebarschen gehörig, wurde 2022 in die Familie Malakichthyidae gestellt.

## Gattungen und Arten
Es gibt zwölf Gattungen:
- Bullisichthys  Rivas, 1971

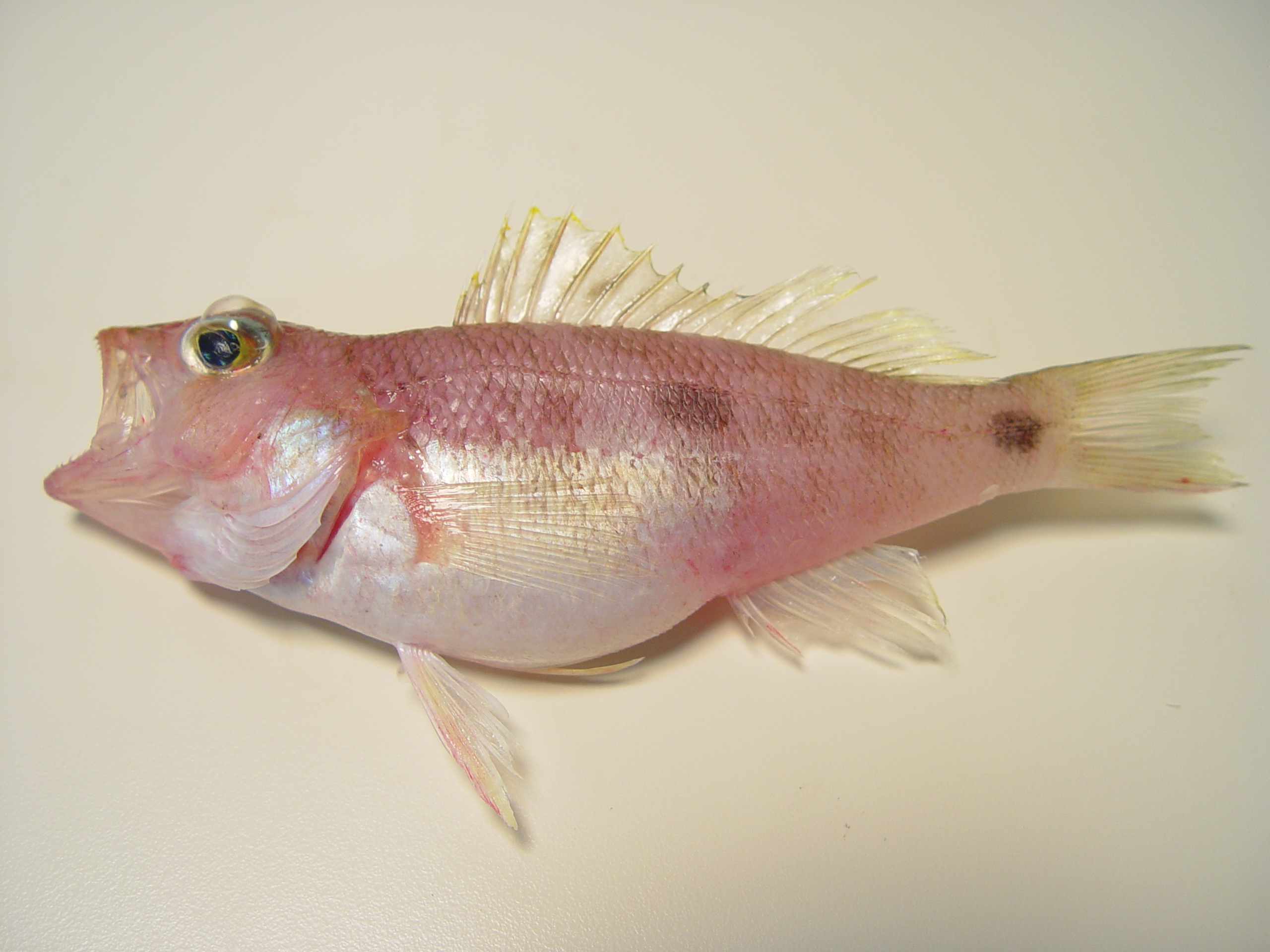
Centropristis fuscula

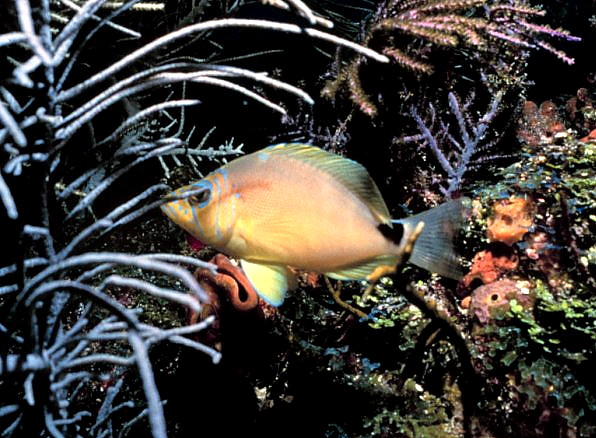
Hypoplectrus unicolor

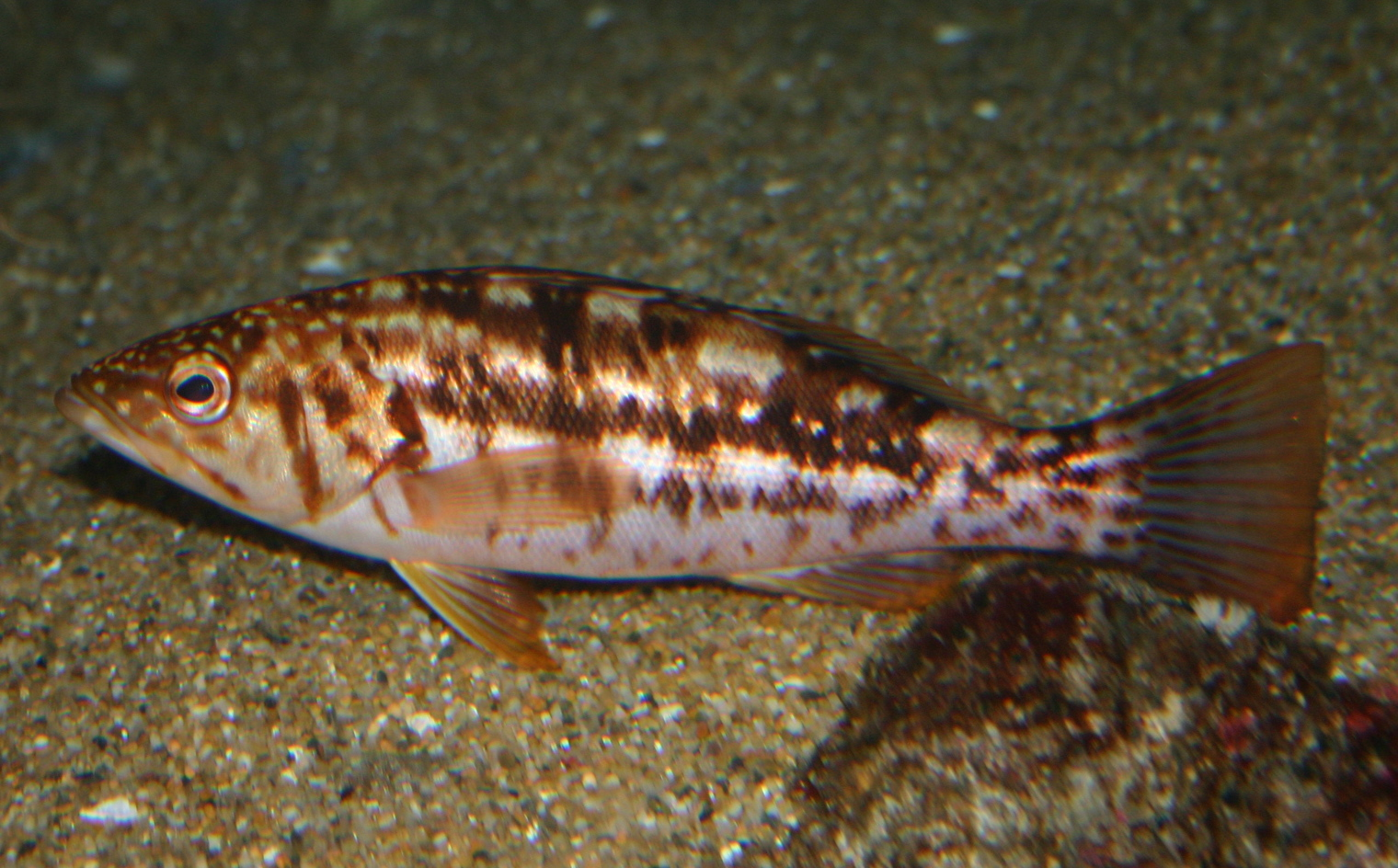
Paralabrax clathratus

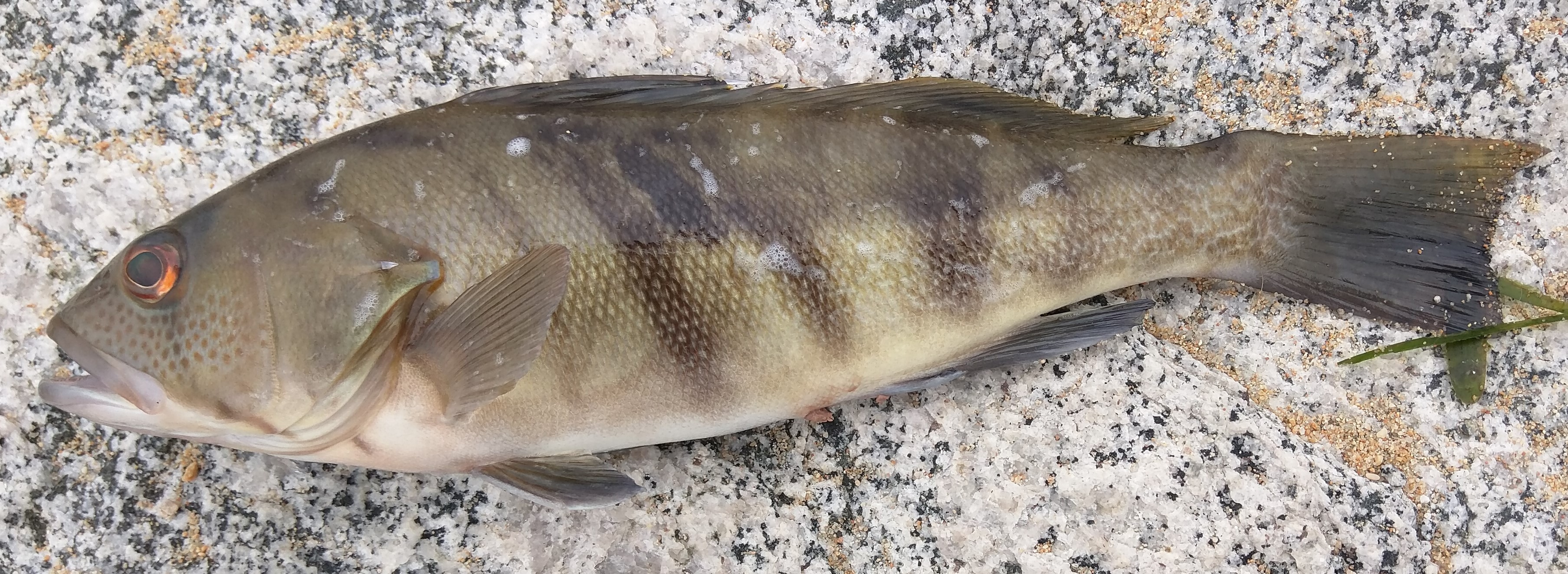
Paralabrax nebulifer

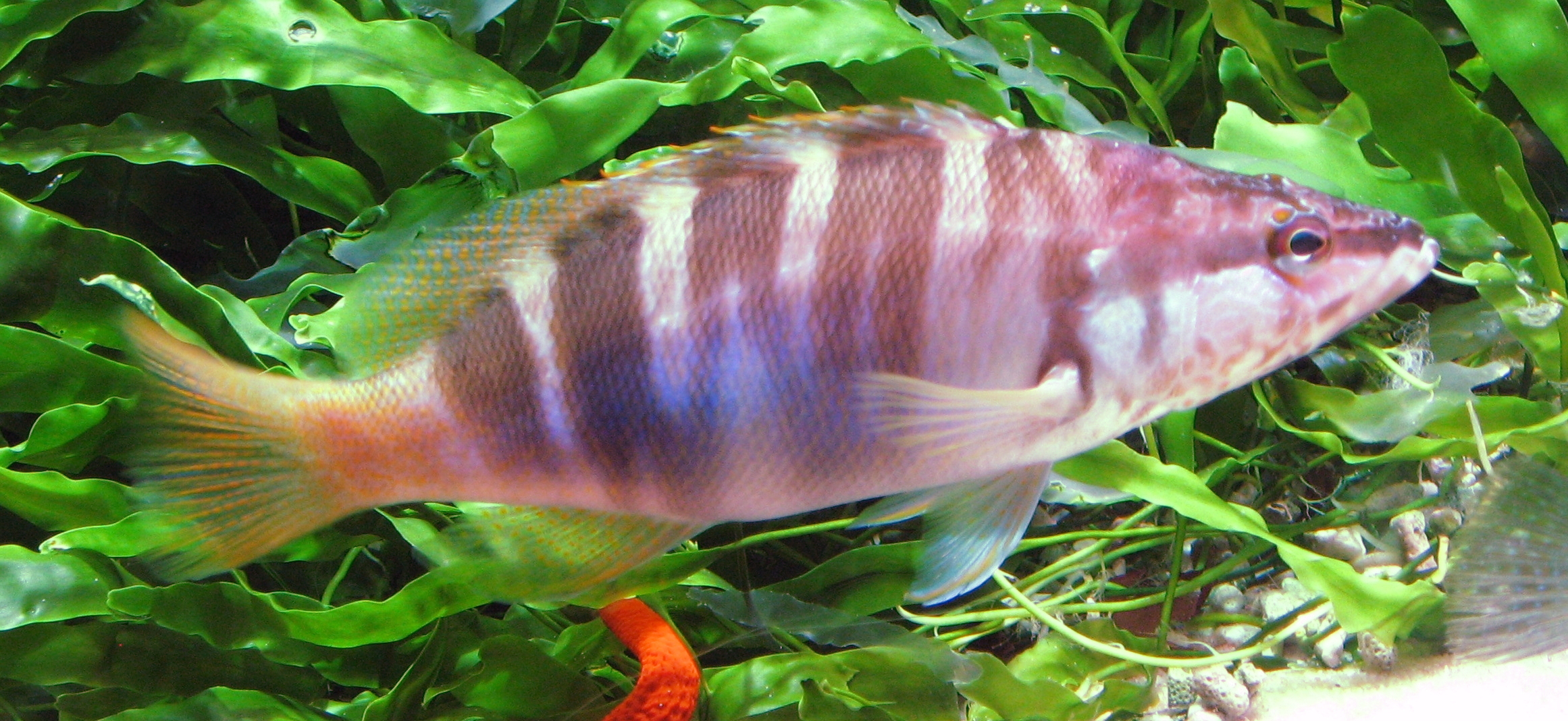
Serranus scriba

  - Bullisichthys caribbaeus  Rivas, 1971
- Centropristis  Cuvier, 1829
  - Centropristis ocyurus (Jordan & Evermann, 1887)
  - Centropristis philadelphica  (Linnaeus, 1758)
  - Centropristis rufus  (Cuvier in Cuvier & Valenciennes, 1829)
  - Centropristis striata  (Linnaeus, 1758)
- Chelidoperca  Boulenger, 1895
  - Chelidoperca barazeri Lee et al., 2019
  - Chelidoperca flavolineata Matsunuma et al., 2020
  - Chelidoperca hirundinacea  (Valenciennes in Cuvier & Valenciennes, 1831)
  - Chelidoperca investigatoris  (Alcock, 1890)
  - Chelidoperca lecromi  Fourmanoir, 1982
  - Chelidoperca leucostigmata Lee et al., 2019
  - Chelidoperca maculicauda  Bineesh et al., 2013
  - Chelidoperca margaritifera  Weber, 1913
  - Chelidoperca microdon Lee et al., 2019
  - Chelidoperca occipitalis  Kotthaus, 1973
  - Chelidoperca pleurospilus  (Günther, 1880)
  - Chelidoperca santosi Williams & Carpenter, 2015
  - Chelidoperca tosaensis Matsunuma et al., 2017
- Cratinus  Steindachner, 1878
  - Cratinus agassizii  Steindachner, 1878
- Diplectrum  Holbrook, 1855
  - 12 Arten
- Dules  Cuvier in Cuvier & Valenciennes, 1829
  - Dules auriga  Cuvier in Cuvier & Valenciennes, 1829
- Hamletbarsche (Hypoplectrus) Gill, 1861
  - 20 Arten
- Paralabrax  Girard, 1856
  - Paralabrax albomaculatus (Jenyns, 1840)
  - Paralabrax auroguttatus Walford, 1936
  - Paralabrax callaensis Starks, 1906
  - Paralabrax clathratus (Girard, 1854)
  - Paralabrax dewegeri (Metzelaar, 1919)
  - Paralabrax humeralis (Valenciennes in Cuvier und Valenciennes, 1828)
  - Paralabrax loro Walford, 1936
  - Paralabrax maculatofasciatus (Steindachner, 1868)
  - Paralabrax nebulifer (Girard, 1854)
- Parasphyraenops  Bean, 1912
  - Parasphyraenops atrimanus  Bean, 1912
  - Parasphyraenops incisus (Colin, 1978)
- Schultzea  Woods, 1958
  - Schultzea beta (Hildebrand in Longley & Hildebrand, 1940)
- Serraniculus  Ginsburg, 1952
  -  Serraniculus pumilio  Ginsburg, 1952
- Serranus  Cuvier, 1816
  - Über 30 Arten